# قانون السدومية 1533
قانون السدومية 1533 (بالإنجليزية: The Buggery Act 1533) كما يُعرف رسمياً باسم قانون معاقبة رذيلة السدومية (بالإنجليزية: An Acte for the punishment of the vice of Buggerie) كان قانوناً صدر عن برلمان إنجلترا في عهد الملك هنري الثامن. وهو أول قانون سدومية مدني في تاريخ البلاد، بعد أن كان يتم التعامل مع هذه الجرائم عبر المحاكم الكنسية.
يُعرّف القانون السدومية على أنها «فعل جنسي غير طبيعي ضد إرادة الله والإنسان». وقد تم تعريف هذا فيما بعد من قبل المحاكم ليشمل الجنس الشرجي والبهيمية. بقي هذا القانون حيز التنفيذ حتى تم إلغاؤه والاستعاضة عنه بـ«قانون الجرائم ضد الأشخاص 1828»، وبقي ما كان يُعرف آنذاك بالسدومية كجريمة يعاقب عليها بالإعدام في إنجلترا حتى عام 1861.

## وصلات خارجية
- القانون في إنجلترا (1290-1885) فيما يتعلق بالسلوك المثلي (بالإنجليزية)
- Michael Kirby, "The sodomy offence: England's least lovely criminal law export?", Journal of Commonwealth Criminal Law, I 2011, pp. 22–43.